# Fontana Pretoria

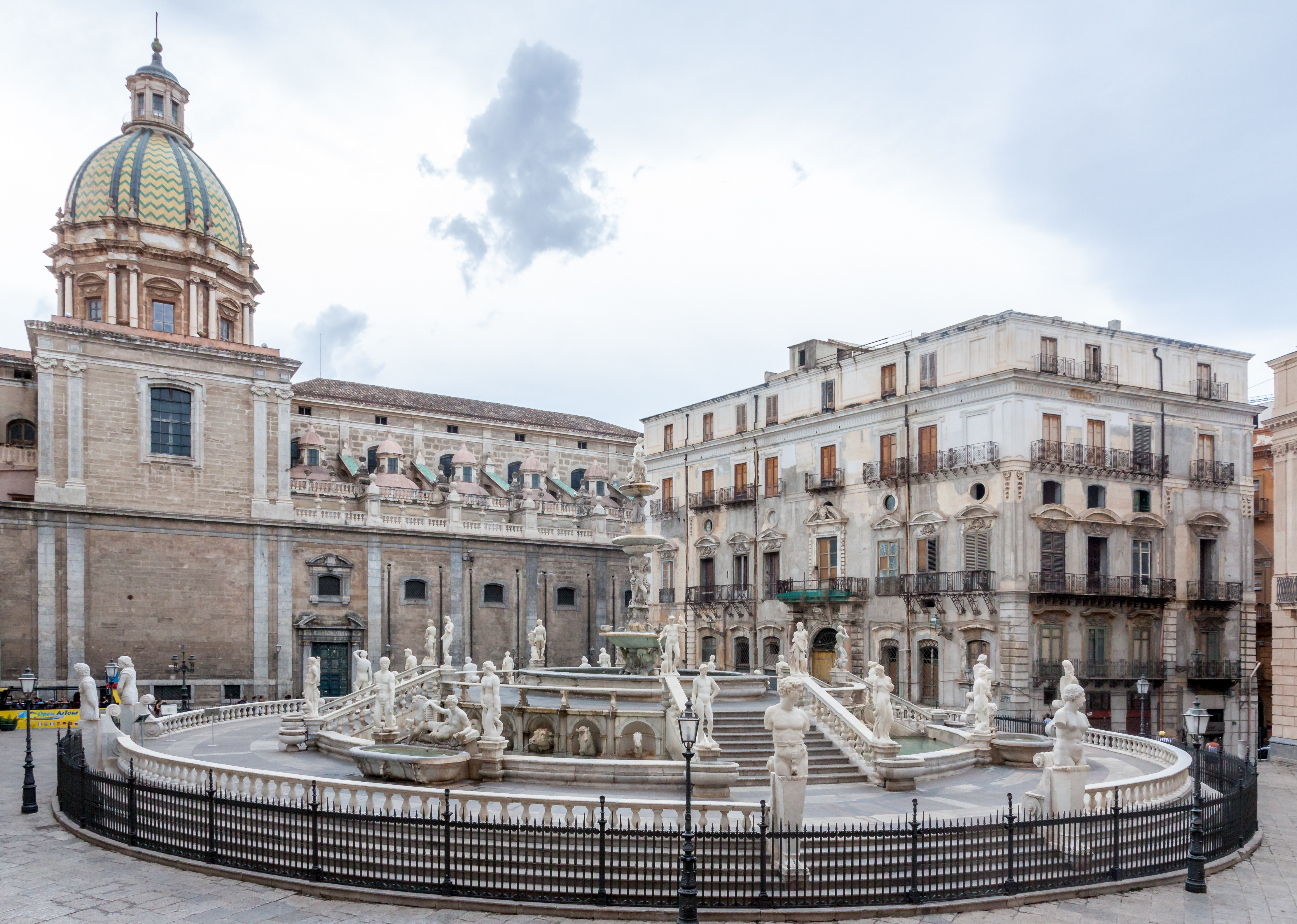
Fontana Pretoria

Die Fontana Pretoria oder umgangssprachlich Fontana della Vergogna ist ein Brunnen in Palermo. Er wurde 1554 auf der Piazza Pretoria südlich der Quattro Canti an der Via Maqueda errichtet. 
Der Brunnen mit einem Umfang von 133 Metern und eine Höhe von 12 Metern besteht aus drei konzentrischen Becken und einer zentralen Brunnensäule, auf deren Spitze sich eine Skulptur des Genius von Palermo befindet. Über das äußere Becken führen auf vier Seiten Treppen zu dem mittleren Becken. An den Becken und auf den Geländern der Treppen stehen und liegen Statuen von Flussgöttern und Nymphen. Da diese überwiegend nackt dargestellt sind, stießen sie bei der Bevölkerung lange Zeit auf Ablehnung.

## Geschichte
Der ursprünglich von Neapels spanischem Vizekönig Don Pedro Álvarez de Toledo für seine Florentiner Villa in Auftrag gegebene Brunnen wurde unter Leitung und hauptsächlicher Beteiligung des Bildhauers Francesco Camilliani (einem Schüler des Baccio Bandinelli) von mehreren Künstlern aus Florenz gestaltet. Don Pedro verstarb noch vor der Fertigstellung 1554. Sein Sohn Luigi Álvarez de Toledo verkaufte den Brunnen 1573 an die Stadt Palermo. Noch im selben Jahr ließ man vor dem Palazzo Pretorio, dem heutigen Rathaus, und der Dominikanerkirche Santa Caterina einen Platz einebnen und den aus 644 Einzelteilen zusammengefügten Brunnen aufstellen. Den Aufbau des von seinem Vater geschaffenen Brunnens überwachte ab 1574 Camillo Camilliani, der als Architekt und Bauingenieur in Sizilien blieb.     
Immer wieder wurden Teile von den Marmorstatuen abgeschlagen. Ende des 20. Jahrhunderts wurde der Brunnen gründlich restauriert.

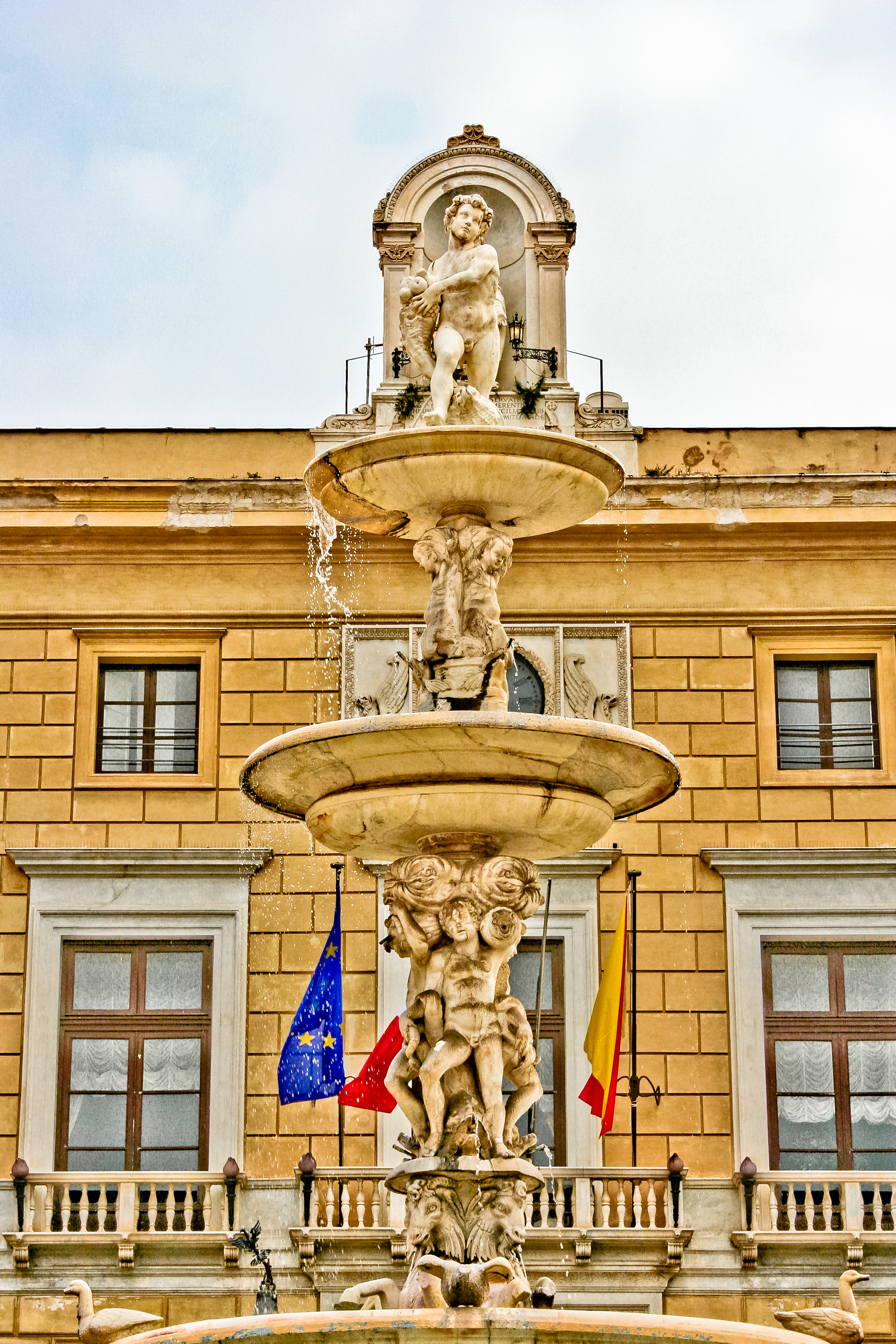
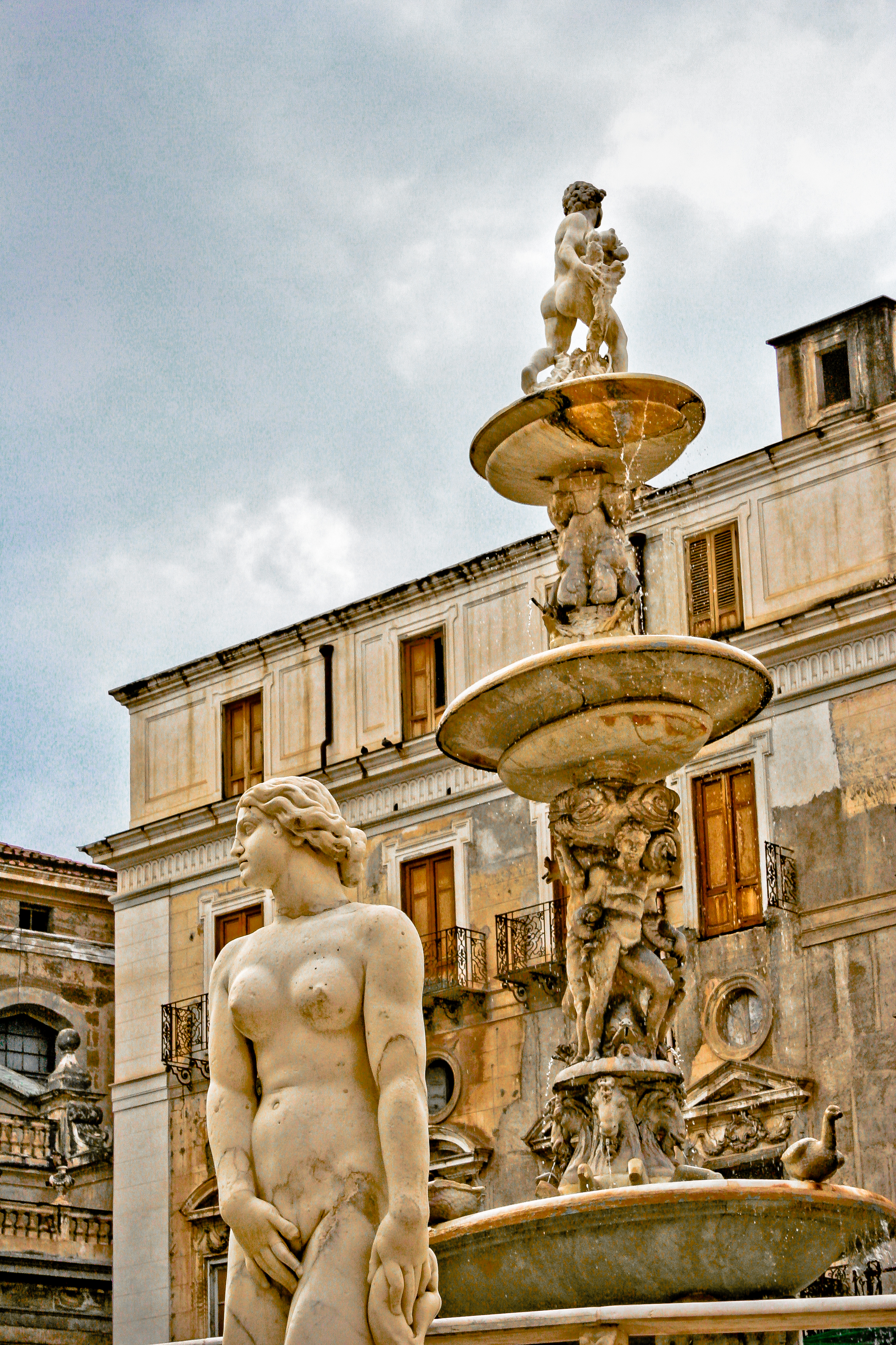
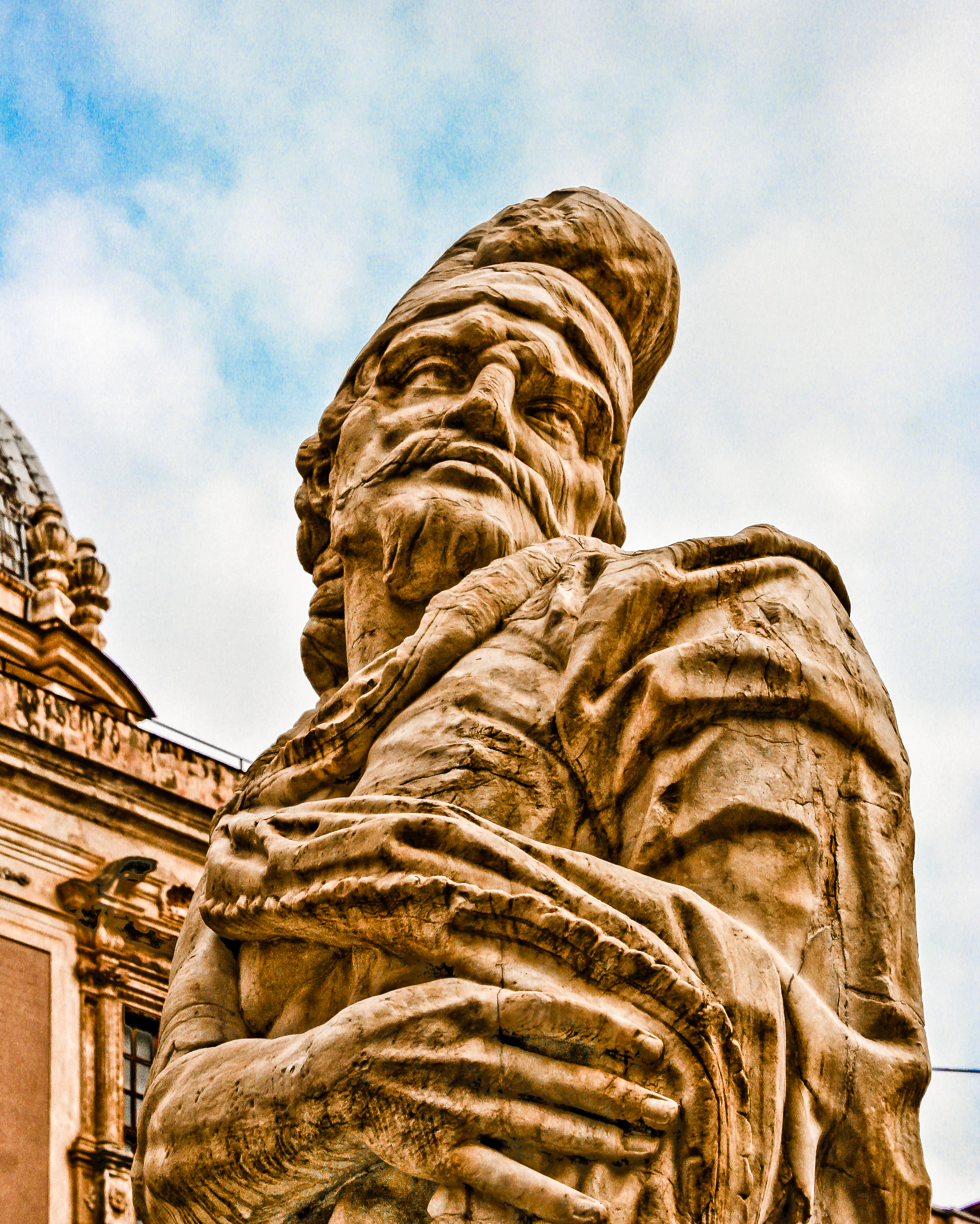